# شورش (فیلم ۲۰۱۱)
«شورش» (فرانسوی: L'Ordre et la Morale‎) فیلمی در ژانر درام به کارگردانی متیو کاسوویتس است که در سال ۲۰۱۱ منتشر شد. از بازیگران آن می‌توان به متیو کاسوویتس، سیلوی تستود، و فیلیپ تورتون اشاره کرد.